# Feldluftschiffer
Die Feld- bzw. Festungsluftschiffer (französisch Aerostiers) waren militärische Aufklärungseinheiten, die mit Fesselballonen verschiedener Systeme ausgerüstet waren und der Gefechtsfeld- und Artilleriebeobachtung dienten. Ihre Blütezeit erlebten sie während des Ersten Weltkriegs an der Westfront. Der verwendete Ballontyp wird als Beobachtungs- oder Spähballon bezeichnet.
Feldluftschiffer betrieben keine Luftschiffe im heutigen Sinn, sondern Gasballons. Beide nutzen das Prinzip Leichter als Luft.

## Deutsche Feldluftschiffer- und Festungsluftschiffer-Truppen

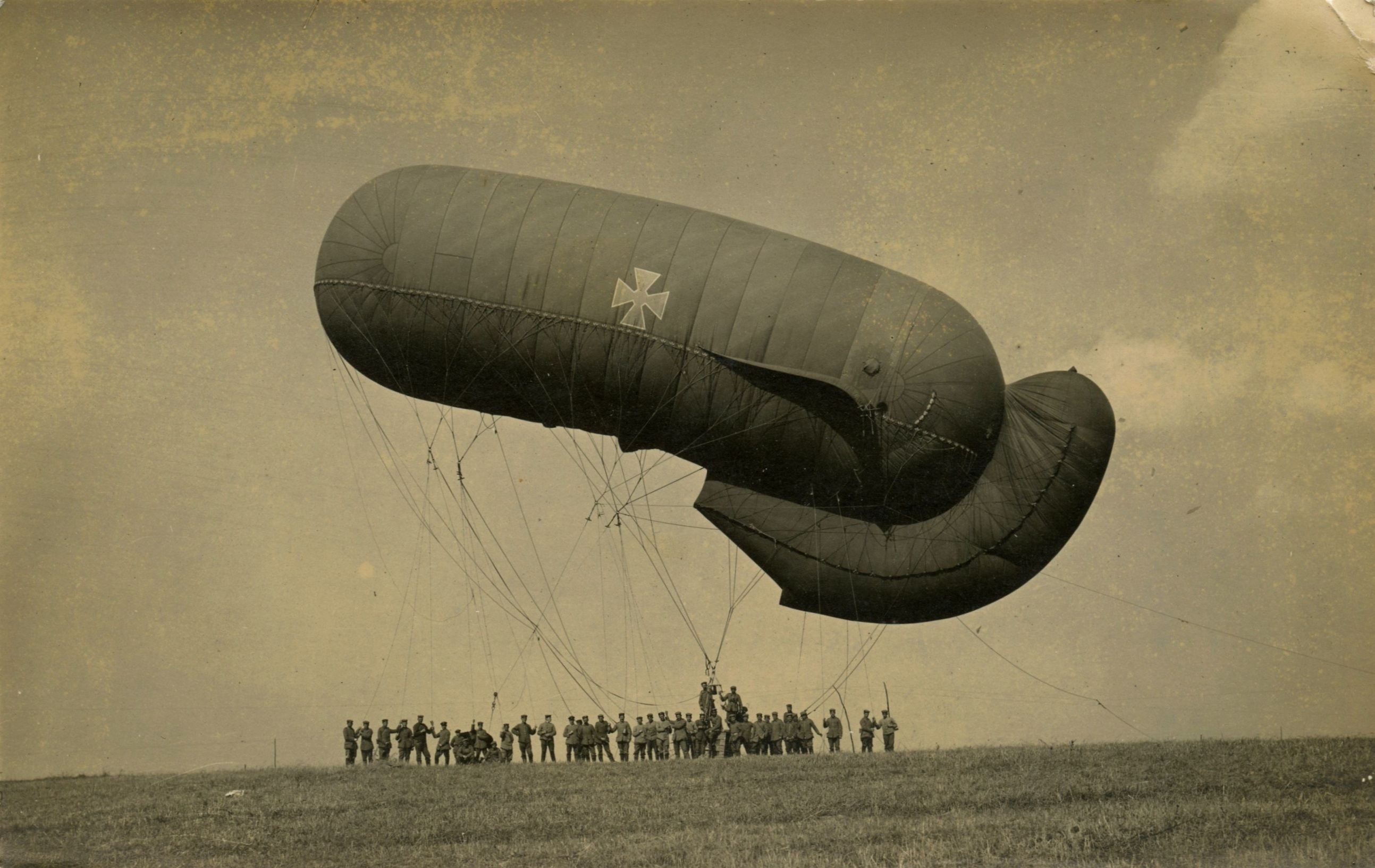
Fesselballone bei Équancourt (22. September 1916)

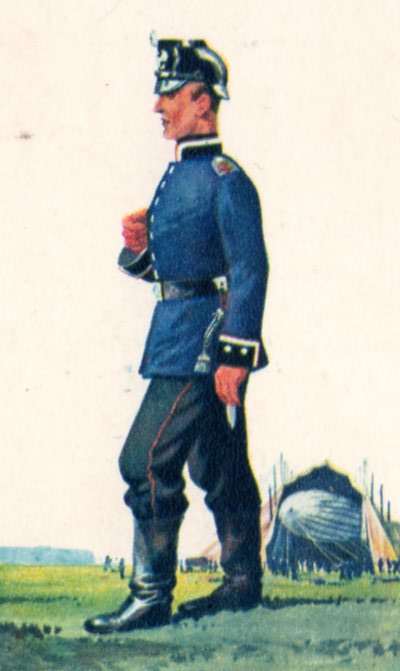
Unteroffizier des Luftschiffer-Bataillons Nr. 4 in Mannheim im Ordonnanzanzug um 1910

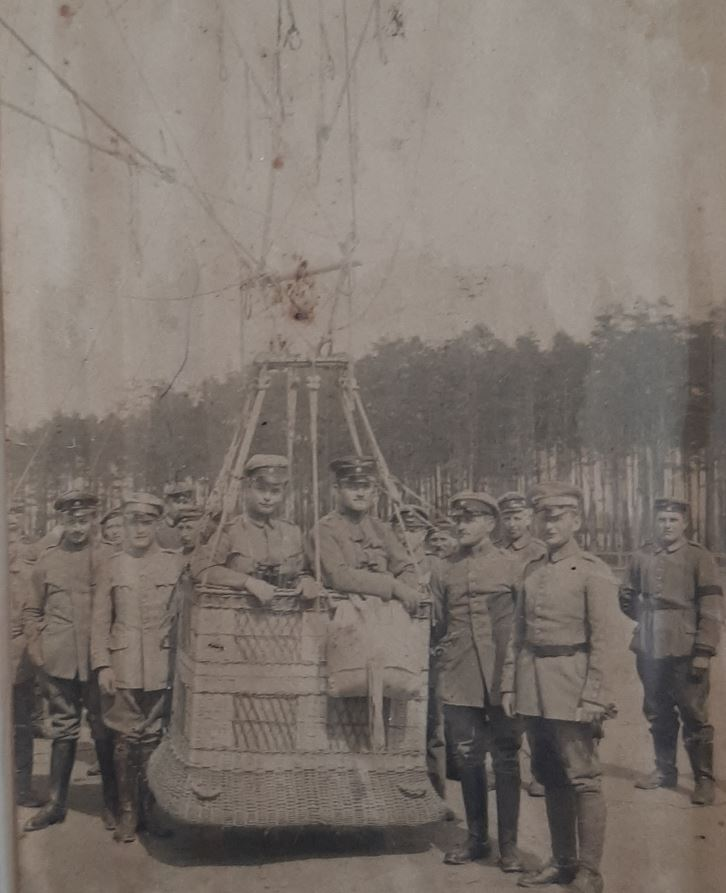
Ausbildung zum Feldluftschiffer an der Fliegerersatzabteilung 1 Oberschleßsheim (1917)

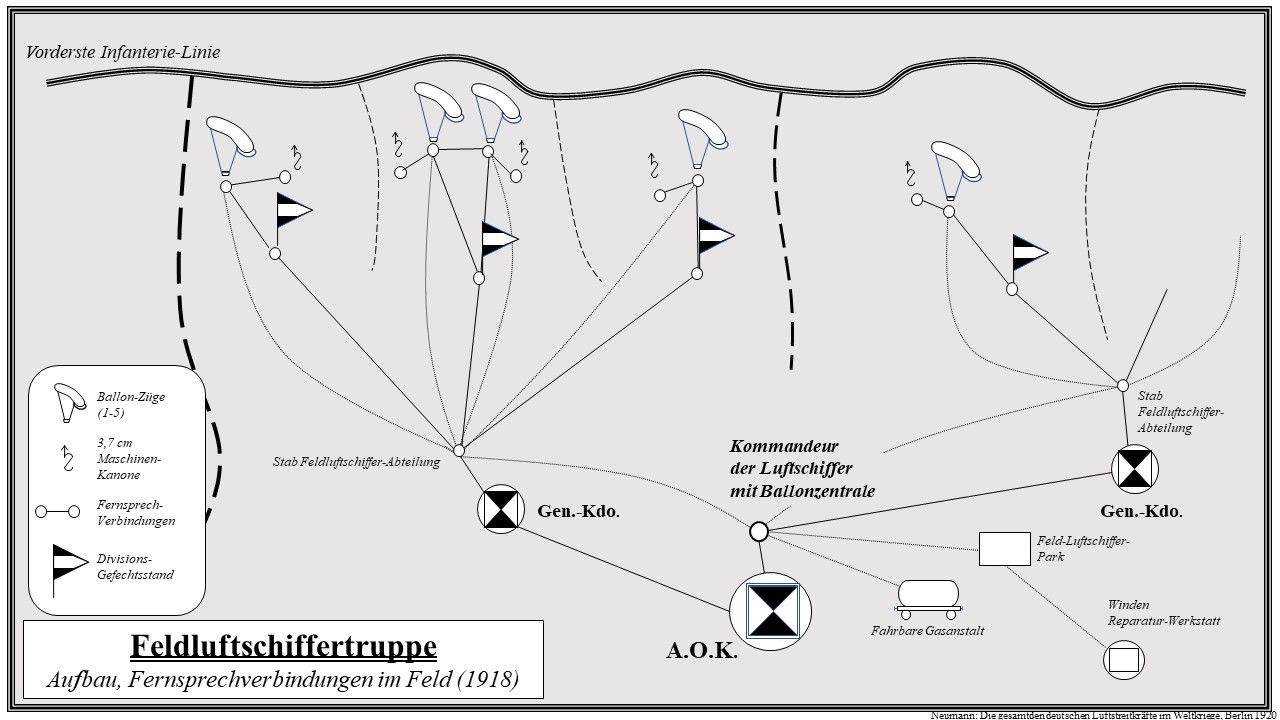
Aufbau und Fernsprechverbindungen der Feldluftschiffertruppe 1918

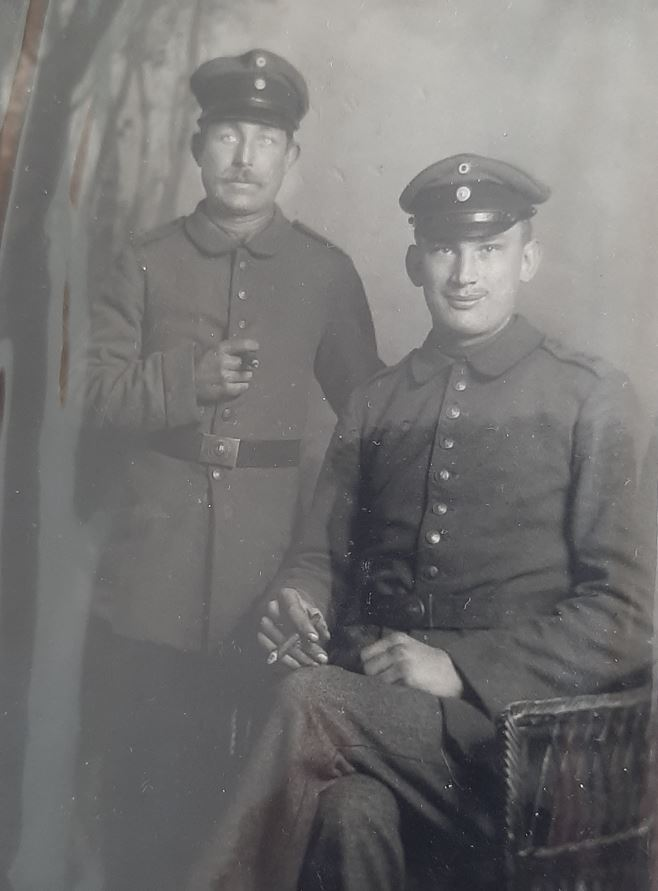
Feldluftschiffer (Mannschaftsgrade) an der Fliegerersatzabteilung 1 in Schleißheim 1917

Ballone sind als militärisches Element bereits seit den Koalitionskriegen 1792–1815 bekannt. Im Deutsch-Französischen Krieg 1870–1871 wurde die erfolgreiche Aufrechterhaltung einer Nachrichtenverbindung des belagerten Paris zur Außenwelt mittels Ballonen Ursache der allgemeinen Aufstellung von Ballontruppen. In Preußen geschah dies am 9. Mai 1884. Zum Ende des 19. Jahrhunderts gab es in fast allen Streitkräften (Heer wie auch Marine) Ballon-Detachements, die sich allerdings meist mit frei fahrenden Kugelballonen beschäftigten und bei denen es im eigentlichen Sinne bzw. in der ursprünglichen Absicht um Luftschifffahrt ging, also um die Aufgabe, die später Lenkluftschiffe übernahmen.
Mit der Erfindung des an einer Trosse aufsteigenden Fesselballons kristallisierte sich ein neues Betätigungsfeld heraus: die taktische Gefechtsfeldaufklärung. Mit der Erfindung des Drachenballons durch August von Parseval und Hans Bartsch von Sigsfeld übernahm dieser (deutsche) Ballontyp die Führung unter den militärischen Ballonen. Er wurde im Laufe der Zeit vielfach kopiert und von europäischen Heeren genutzt. Bis zum Ersten Weltkrieg 1914 wurde den meisten Militärs allerdings nicht so recht klar, was man mit taktischer Gefechtsfeld-Aufklärung anfangen konnte. Und so kam es, dass bereits vor Kriegsbeginn viele Verantwortliche die Fesselballone wieder abschaffen wollten. Im klassischen Bewegungskrieg gab es für solch schwerfälliges Gerät nur wenig Verwendung. Nach der Marneschlacht im September 1914 erstarrte die Westfront. Ein neues – bis dahin wenig bekanntes – Kriegsbild nahm Kontur an, der Stellungs- und Grabenkrieg.
Im Februar 1915 gab es an der Westfront ganze neun Fesselballone. Die Feldluftschiffer waren also eine weitgehend ungenutzte und mehr oder weniger unbekannte Größe bzw. Waffe. Das lag vor allem an der nicht vorhandenen Koordination und der geringen Sachkenntnis der oberen Kommandobehörden bzw. Armeestellen. Major i. G. Hermann Thomsen, ein altgedienter Luftschiffer, der sowohl Erfahrungen in der Lenkluftschifffahrt wie auch bei den Feldluftschiffern gesammelt hatte, verfasste im Frühjahr 1915 eine Denkschrift zur Lage der „Luftschifferei“, die einen großen – positiven – Widerhall in der Generalität wie auch beim Kaiser fand. Infolgedessen wurde durch Allerhöchste Kabinettsorder (AKO) vom 11. März 1915 die Dienststelle „Chef des Feldflugwesens“ gegründet, die direkt beim Generalstab des Heeres angesiedelt wurde. Damit war auch ein guter Kontakt zur Obersten Heeresleitung (OHL) gegeben. Chef des Feldflugwesens wurde Major i. G. Thomsen. Ihm wurden alle Flieger, Lenkluftschiffe, die Fesselballone wie auch das Wetterwesen unterstellt.
Am 21. Februar 1916 begann der Angriff auf Verdun und seine vorgelagerten Festungen. Erstmals wurden 12 Ballone koordiniert eingesetzt. Das Armeeoberkommando 5 (A.O.K. 5) ließ ein besonderes Ballon-Leitungsnetz bauen und in einer so genannten Ballonzentrale die Aufklärungsmeldungen der Feldluftschiffer zentral auswerten und gezielt an die Führung weiterleiten.
Da anfänglich jeder Ballonzug nur einen Ballon hatte, fiel die gesamte Einheit aus, wenn der Ballon zerstört wurde. Erst nach Neubeschaffung konnte der Zug weiterarbeiten. Aus dieser Erkenntnis heraus wurden umgehend Feldluftschiffer-Depots bzw. -Parks geschaffen, um die Verluste relativ schnell ersetzen zu können. Erst Ende 1917 wurde das Ausrüstungssoll aufgestockt (siehe unten).
Während der Verdun-Offensive waren erstmals deutliche Verluste bei den Feldluftschiffern zu beklagen, da der Feind die neugeschaffene Brandmunition einsetzte (siehe Abschuss des Heeresluftschiffes LZ 77 am 21. Februar 1916).
In der Schlacht an der Somme vom 24. Juni bis 26. November 1916 wurde mehr als die Hälfte der an der Westfront verfügbaren Feldluftschifferabteilungen (FLA) eingesetzt: 18 FLA mit 50 Ballonen. Jedes A.O.K. verfügte erstmals über eine eigene Ballonzentrale. Ebenfalls zum ersten Mal bekamen die Feldluftschiffer den dringend benötigten aktiven Schutz durch Jagdflieger – der Feind hatte die Ballone und ihre Tätigkeit spürbar als wichtig und gefährlich eingestuft.
Die Ereignisse des Jahres 1916 hatten die „Luftwaffe“ endgültig etabliert, die Aufgaben konkretisiert. Sowohl der Feind wie auch die deutschen Stellen wussten nun was Flieger, Luftschiffer und Feldluftschiffer zu leisten und nicht zu leisten in der Lage waren.
Auf deutscher Seite wurde am 8. Oktober 1916 die Dienststelle des „Kommandierenden Generals der Luftstreitkräfte“ (Kogenluft) unter General von Hoeppner gegründet, der nun sämtliche Ersatz- und Ausbildungsangelegenheiten koordinierte. Insgesamt wurde die Kommandostruktur gestrafft und optimiert. Das deutsche Heer verfügte mittlerweile über 53 FLA mit 128 Ballonzügen, die von 53 Abteilungsstäben und 7 Ballonzentralen geführt wurden. Die FLA bzw. die Ballonzüge wurden zu Aufklärungs- und Gefechtsgruppen zusammengefasst. Damit verbesserte sich die Leistungsfähigkeit dieser Truppe massiv.
Die Umstrukturierungen der Luftstreitkräfte durch den KoGenLuft hatte überall Auswirkungen, so auch bei den Lenkluftschiffen, speziell den Heeresluftschiffern. Aus vielerlei Gründen (siehe Link unten) kam es ab dem Frühjahr 1917 zur Einstellung der Heeresluftschifffahrt (d. h. des Fahrbetriebes mit Lenkluftschiffen). Das freiwerdende (Boden-)Personal wurde größtenteils an die Feldluftschiffer-Abteilungen abgegeben. Materialengpässe machten 1918 die Zusammenführung von je zwei Ballonzügen zu einem Ballonzug notwendig. Bis dahin galt die Regel „1 Ballonzug ≡ 1 Ballon ≡ 1 Aufstiegsstelle“. Die neue Struktur gewährleistete neue (schnellere) Material- und Personal-Verfügbarkeit.
Im Sommer 1918 verfügte das Heer über 186 Ballonzüge und 56 Abteilungsstäbe. Auf dem Höhepunkt ihrer Wirksamkeit erfuhren die Feldluftschiffer den bitteren Preis ihres Könnens: die höchsten Verluste ihrer Geschichte. Der Feind schoss auf die Ballone, da sie in ihrer neuen hohen Effizienz jede Bewegung feindlicher Kräfte umfassend und unverzüglich weitermeldeten. Die Verlustraten erinnern an die Lenkluftschifffahrt, die mit ihren wenigen Luftschiffen eine sehr große Bindung von feindlichen Kräften bewirkten. Auch die Feldluftschiffer waren von einer unbeachteten zu einer vielbeachteten, schwer bekämpften Waffe aufgestiegen. Ohne ihr Tun war keine taktische Nahgefechtsfeld-Aufklärung mehr denkbar.

## Ergänzungen zur Feldluftschifferei in Deutschland und weltweit

### Dislozierung FLA – Ballonzüge – Reihenbildzüge

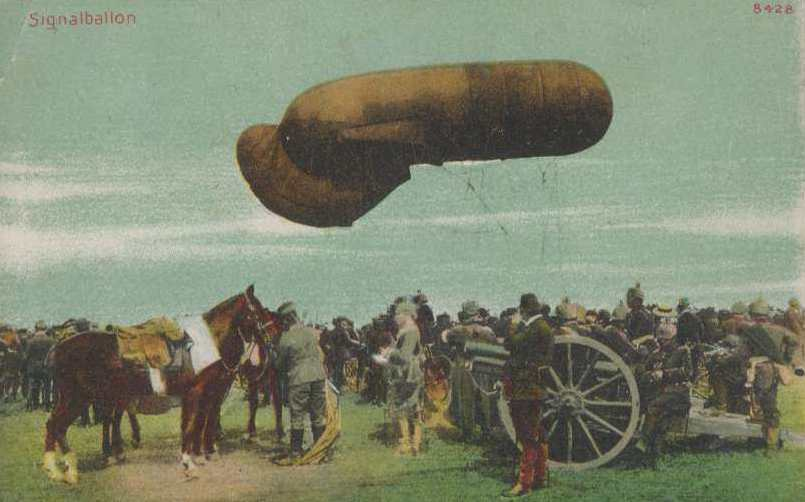
Signalballon im deutschen Heer

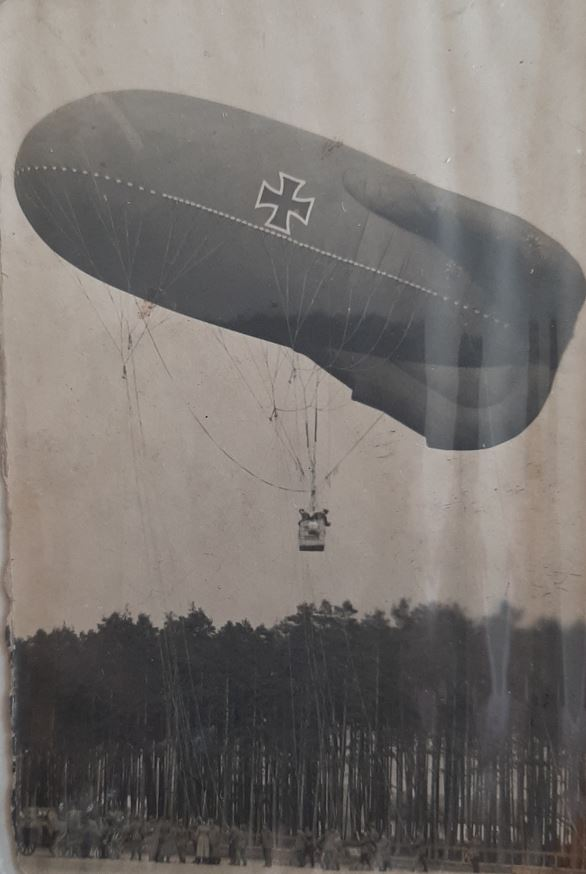
Feldluftschifferausbildung 1917 an der Fliegerersatzabteilung 1 in Oberschleißheim

Der Einsatz der FLA erfolgte in der großen Mehrheit an der Westfront. An der Ostfront und bei den Feldzügen gegen Rumänien und Serbien gab es nur punktuelle Verwendungen. Am Isonzo, an der Italienfront, kam es 1917 zu gezielten, sehr erfolgreichen Einsätzen der Ballonwaffe. In Deutschland gab es während des Krieges keine ausgeprägte Trennung der Luftstreitkräfte vom Heer – sie waren Bestandteil des Heeres. Die Marine – eine eigenständige Teilstreitkraft – verfügte und kommandierte eigene Luftstreitkräfte: das Marineluftschiff-Detachement (später Marineluftschiff-Abteilung – geführt vom Führer der Marine-Luftschiffe Fregattenkapitän Peter Strasser), die Feldluftschiffer-Abteilungen, die für unterschiedliche Aufgaben den jeweiligen Lufthäfen angegliedert waren, die Marine-Fesselballon-Abteilung, die die deutsche Marineinfanterie im flandrischen Küstendienst unterstützte und die Seefliegerkräfte. Die Dislozierung der einzelnen Ballonzüge bzw. FLA und ihrer Untergliederungen dürfte heute im Einzelnen schwer zu ergründen sein. Hilfreich könnte die Auswertung von Feldpost sein, allerdings hat dieses Verfahren seine Grenzen, da die Standorte der Ballone den täglichen Bedürfnissen des Frontbetriebes folgten. In diesem Zusammenhang sei auch das immer wieder im Postalischen auftauchende Luftschiffer-Bataillon Stollwerck erwähnt dessen Herkunft und weiteres Wirken in weiten Teilen unbekannt ist (siehe Weblinks).
Die französischen Feldluftschiffer hatten schon zu Beginn des Krieges ihre Beobachtungen (auch) fotografisch festgehalten. Die Erstellung von Luftaufnahmen wurde mit wissenschaftlicher Genauigkeit betrieben und war im Frontbetrieb sehr hilfreich. Auf deutscher Seite beschränkte man sich anfangs auf die einfache optische Beobachtung und telefonische Weiterleitung der Erkenntnisse. Dies hatte systemimmanente Schwächen. Später begann man auch hier mit der Erstellung fotografischer Geländekarten. Erst im Laufe des Jahres 1916 wurden erste Reihenbildzüge (RBZ) aufgestellt, die den FLA angegliedert wurden. Die Reihenbildzüge waren im Grunde nur eine Ergänzung in Form von Reihenbildkameras mit 30 Zentimeter (später 70 bzw. 120 Zentimeter) Brennweite, die Geräte zur Entwicklung der Filme sowie das dazugehörige Fachpersonal. Die spezielle Hauptaufgabe der Reihenbildzüge war die Erstellung von Reihenbildaufnahmen, also die Produktion von Luftaufnahmen, die aneinandergereiht einen großen Übersichtsplan (= Luftaufnahme) ergaben.
In Großbritannien wurden im Ersten Weltkrieg von der Royal Navy zur Ortung von Zeppelinen bemannte Fesselballons eingesetzt. Zum Erhorchen der Motoren der deutschen Luftschiffe sollten die als Horchposten eingesetzten Soldaten nicht den Umweltgeräuschen am Boden ausgesetzt sein und außerdem in der Höhe einen weiteren Umkreis abhören können als am Boden. Der Fesselballon, unter denen in einem Korb der Horchposten saß, wurde etwa 150 Meter hoch gebracht. Hörte der Posten einen Zeppelin, rief er seine Beobachtung zur Bodenmannschaft hinunter. Die Bodenmannschaft sollte offensichtlich sodann über Telefon einen Flugplatz anrufen, um Flugzeuge zur Abwehr des Zeppelins heranzuholen. Sollte das Seil des Fesselballons reißen, hatte der Mann im Korb ein Seil mit einem Fanghaken, mit dem er versuchen sollte, sich an irgendetwas am Boden festzuhaken, während der Ballon driftete.

### Weiterentwicklung zum Caquot-Ballon
Das technische System des Drachenballons wie er nicht nur auf deutscher Seite als Fesselballon verwendet wurde, stammte aus den Jahren 1893–98, also vom Ende des 19. Jahrhunderts. Die Drachenballone des Systems Parseval-Sigsfeld hatten zwar große Vorteile gegenüber Kugelballonen, standen aber nicht so ruhig am Himmel wie es wünschenswert gewesen wäre. Die Beobachter mussten schon sehr seefest sein, um bei dem typischen Geschaukele des Ballons bei guter Gesundheit zu bleiben. Auch für die fotografischen Aufnahmen war ein stabil stehender Fesselballon von großem Vorteil.
Da die Franzosen schon seit Beginn des Krieges eine qualitativ hochstehende Bildaufklärung betrieben, fühlten sie sich durch diese Unvollkommenheit des Drachenballons behindert. Im Jahre 1916 entwickelte der französische Hauptmann Albert Caquot einen neuen Typ eines wurstförmigen Fesselballons, der am Heck mit drei radial angeordneten Steuersäcken als Leitwerk versehen war, welche gegeneinander um 120 Grad versetzt waren. Dieser Ballontyp erwies sich bei der praktischen Erprobung in der Luft als sehr stabil. Er war so erfolgreich, dass er in der Folge nicht nur auf Seiten der Entente in großer Zahl gebaut und verwendet wurde. Im Frühjahr erbeutete das deutsche Heer einen Caquot-Ballon und baute ihn prompt nach. Alle neuen deutschen Ballone wurden nach diesem System gebaut. Auf deutscher Seite wie auch bei den Gegnern gab es verschiedene Größen und Abarten der Ballone, die sich aber im Wesentlichen nur in der genauen Bauweise des Leitwerkes unterschieden. Typisch ist die Bauweise ganz aus einer Hülle ohne weitere feste sprich starre Bestandteile. Selbst im Zweiten Weltkrieg wurde diese Art des Ballons noch eingesetzt. Auch heutige Fesselballone (meist als Werbeträger eingesetzt) sind in der Regel Caquot-Ballone, da die entleerten Ballone sich völlig zusammenfalten lassen und daher einfach zu transportieren sind.
Ein weiteres fortschrittliches Element des Caquot-Ballons war die Ausstattung der Beobachter mit Fallschirmen. Im Falle eines Fliegerangriffs verließ die Besatzung auf diese Weise vorsorglich den Ballon, da eine Rückholung des Geräts zur Erde in einer derart kurzen Zeit meist nicht möglich war. Im Gegensatz dazu wurden Flugzeugbesatzungen erst Ende 1918 mit Fallschirmen ausgestattet, da die Befehlshaber der Fliegerstaffeln davon ausgingen, dass ein derartiges Rettungssystem die Kampfmoral untergrabe.